# Côte d'Ivoire aux Jeux paralympiques d'été de 2012
La Côte d'Ivoire a participé aux Jeux paralympiques de 2012 à Londres. Il s'agissait de sa 5e participation aux Jeux paralympiques d'été. La délégation ivoirienne était composée de 4 athlètes dans 2 sports. Elle n'a remporté aucune médaille.

## Athlétisme
Hommes 
- Addoh Kimou
- Kouame Jean-Luc Noumbo

## Haltérophilie
Femmes 
- Carine Cynthia Amandine Tchei

Hommes 
- Alidou Diamoutene